# Maglia ciclamino

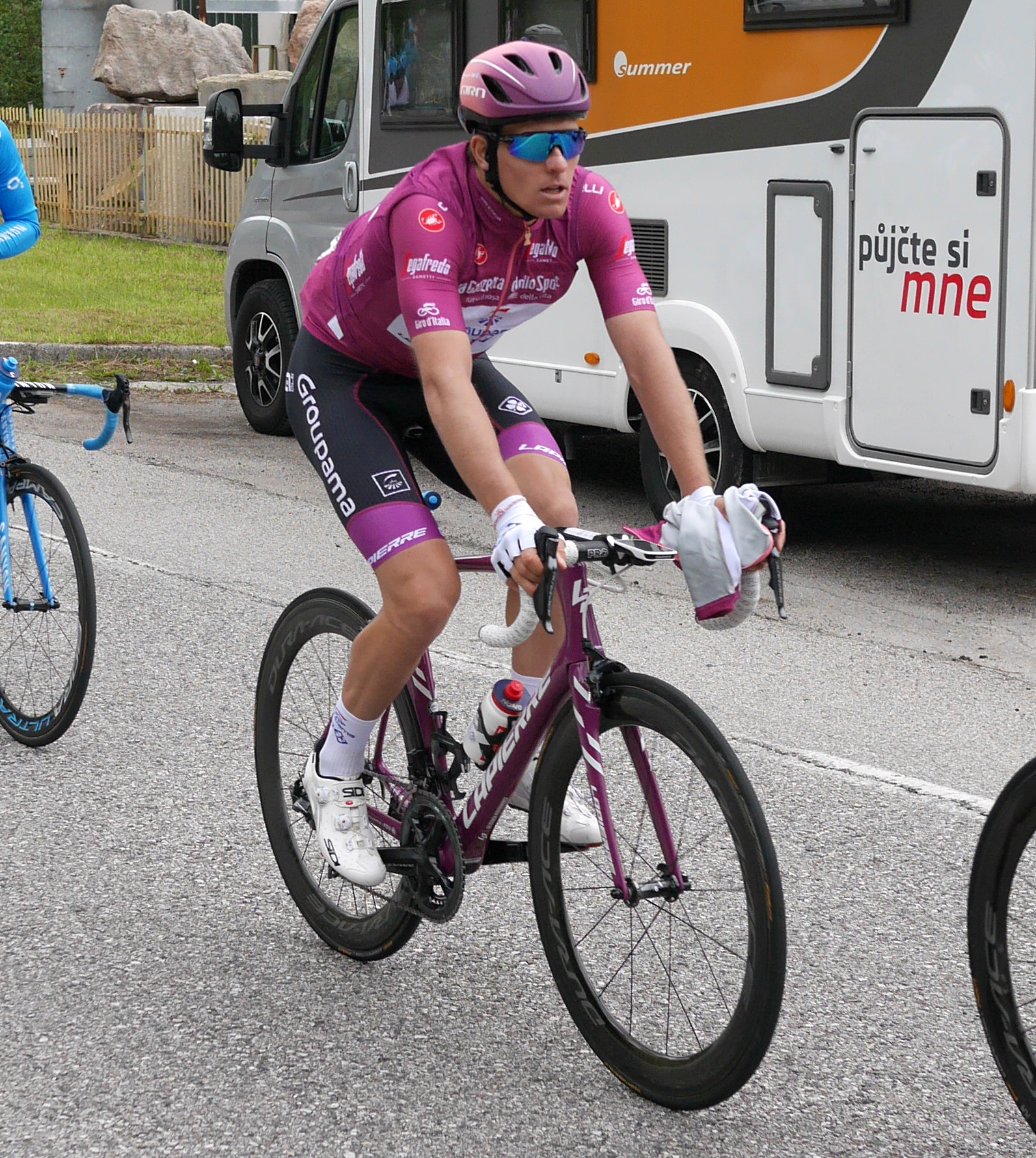
Arnaud Démare in maglia ciclamino al Giro d'Italia 2019

La maglia ciclamino è la maglia che viene indossata dal leader di una delle classifiche accessorie di alcune corse a tappe di ciclismo su strada. La più nota è quella del Giro d'Italia, introdotta nel 1970, che viene indossata dal leader della classifica a punti. Dal 2011 anche nella versione femminile della corsa italiana, il Giro Rosa, la leader della classifica a punti veste una maglia di tale colore.
Dal 2017 anche la leader della classifica del World Tour femminile veste una maglia di colore simile al ciclamino, fucsia.

## Classifica a punti
- Giro d'Italia
- Giro Rosa
- Tirreno-Adriatico